# Mario Longo
Mario Longo (né le 21 août 1964 à Naples) est un athlète italien, spécialiste du sprint.
Il remporte la médaille de bronze lors des Championnats d'Europe à Split en 1990 et est finaliste des Championnats du monde à Tokyo en 1991. Il remporte la médaille d'or à Athènes lors des Jeux méditerranéens de 1991.